# Prunus ferganica
Prunus ferganica là loài thực vật có hoa trong họ Hoa hồng. Loài này được Lincz. miêu tả khoa học đầu tiên.